# Перуанський соль

Перуанський соль (ісп. sol) — офіційна валюта Перу з 15 грудня  2015 року.                                                                                                                                                                                                                                        До того з липня 1993 року, в грошовому обігу був новий соль, який свого часу замінив попередній номінал — перуанський інті (1986-1993). Новий соль був введений з 1 липня 1991 року відповідно до закону від 3 січня 1991 року, пройшов грошовий обіг в співвідношенні: 1 мільйон інті = 1 новий соль.
15 грудня 2015 року «новий соль» було  перейменовано в «соль», позначення валюти змінено з «S/.» На «S/» . 24 лютого 2016 назва валюти на англійській мові в ISO 4217 було змінено з «Nuevo Sol» на «Sol».
В обігу знаходяться  банкноти в  10 соль, 20 соль, 50 соль, 100 соль та 200 соль. А монети  номіналами в 10, 20 та 50 сентімо, 1 ,2 та 5 соль. 
Назвали нову перуанську валюту на честь Сонця.
13 серпня 2009 Центральним резервним банком Перу була введена нова серія банкнот зразка 2009 року номіналами 10, 20, 50, 100 і 200 нових солей.

## Банкноти

### Серія 1991—2006 років
| Зображення | Зображення | Номінал         | Розміри (мм) | Основні кольори | Опис                                                 | Опис                         | Роки друку                                   |
| Аверс      | Реверс     | Номінал         | Розміри (мм) | Основні кольори | Аверс                                                | Реверс                       | Роки друку                                   |
| ---------- | ---------- | --------------- | ------------ | --------------- | ---------------------------------------------------- | ---------------------------- | -------------------------------------------- |
|            |            | 10 нових солей  | 140×65       | зелений         | військовий пілот, герой Перу Хосе Кіньйонес Гонсалес | літак Caza FAP XXI-41-3      | 1992 1994—1999 2001 2005 2006                |
|            |            | 20 нових солей  | 140×65       | помаранчевий    | дипломат та політик Рауль Поррас Барренечеа          | Палац Торре-Тагле у Лімі     | 1991 1992 1994—2001 2004 2006                |
|            |            | 50 нових солей  | 140×65       | коричневий      | писатель Абрахам Вальделомар                         | оаза Уакачина біля міста Іка | 1991 1992 1994 1995 1997—1999 2001 2005 2006 |
|            |            | 100 нових солей | 140×65       | блакитний       | історик Хорхе Басадре                                | Національна Бібліотека Перу  | 1991 1992 1995 1996 1999 2001 2004 2006      |
|            |            | 200 нових солей | 140×65       | рожевий         | Свята Роза з Ліми                                    | монастир Санто-Домінго       | 1995                                         |

### Банкноти 2009 року
13 серпня 2009 року Центральним резервним банком Перу було введено нову серію банкнот зразка 2009 року номіналами 10, 20, 50, 100 і 200 нових солей.
| Номінал         | Дата введення | Колір     | Аверс                   | Реверс                                      |
| --------------- | ------------- | --------- | ----------------------- | ------------------------------------------- |
| 10 нових солей  | 2009          | латунний  | Хосе Кіньйонес Гонсалес | Вид стародавнього міста Мачу-Пікчу          |
| 20 нових солей  | 2009          | бронзовий | Рауль Поррас Барренечеа | Стародавній центр культури Чан-Чан          |
| 50 нових солей  | 2009          | мідний    | Абрахам Вальделомар     | Руїни стародавнього Чавін-де-Уантар         |
| 100 нових солей | 2009          | синій     | Хорхе Басадре           | Пам'ятка стародавньої культури Гран-Пахатен |
| 200 нових солей | 2009          | бузковий  | Свята Роза Лімська      | Найдавніше місто Караль у Перу              |

### Банкноти 2019 року
| Зображення | Номінал   | Дата введення | Колір      | Аверс              | Реверс                                               |
| ---------- | --------- | ------------- | ---------- | ------------------ | ---------------------------------------------------- |
|            | 10 солей  | 2019          | зелений    | Чабука Гранда      | Вікунья, квітка Аманкаес                             |
|            | 20 солей  | 2019          | золотий    | Хосе Марія Аргедас | Кондор, герб, квітка Кантута (священна квітка інків) |
|            | 50 солей  | 2019          | рожевий    | Марія Ростворовскі | Ягуар, герб, Пуйя Раймонда                           |
|            | 100 солей | 2019          | блакитний  | Педро Паулет       | Колібрі, орхідея                                     |
|            | 200 солей | 2023          | фіолетовий | Тільса Цучія       | Гребенечуб андійський, перуанський національний птах |